# Џим Морисон
Џејмс Даглас Морисон (енгл. James Douglas Morrison; Мелбурн, 8. децембар 1943 — Париз, 3. јул 1971) је био амерички певач, текстописац, писац и песник. Био је певач и вођа рок групе Дорси и сматран је за једног од најхаризматичнијих певача у историји рок музике. Такође је и аутор неколико књига песама, кратких документарних филмова и раних музичких спотова. Морисонова смрт у 27. години је запрепастила његове обожаватеље. Околности његове смрти и тајна сахрана су биле предмет бескрајних гласина и играли су значајну улогу у мистици која наставља да га окружује.

## Биографија

### Младост
Морисон је шкотског порекла и син адмирала Ратне морнарице САД, Џорџа Стивена Морисона (1919—2008) и Кларе Кларк Морисон (1919—2005), који су се упознали на Хавајима, где је Стив Морисон, тада заставник, био стациониран.
Трудна Клара Морисон се преселила у Клирвотер, Флорида 1943. године да живи са свекром и свекрвом, док је Стивен обучаван за пилота у оближњој бази морнарице Сједињених Америчких Држава. Када је његова пилотска обука била завршена, у пролеће 1944, кренуо је да служи на Пацифичком фронту за време Другог светског рата. Клара је остала на Флориди са тек рођеним сином. Временом, Морисон је добио млађу сестру Ану и брата Ендија.
Као што би се очекивало у војничком дому, Морисонов отац и деда су били строго дисциплиновани. Међутим, Морисон је касније приповедао, са мало ироније, да је Клара, када је његов отац био код куће, била та која је била адмиралов заповедник.
Према Морисону, један од најзначајнијих догађаја у његовом животу се десио 1947. током породичног путовања у Нови Мексико. Он је тај догађај описао овако:
Први пут сам открио смрт... Мајка, отац, баба, деда и ја смо се возили кроз пустињу у зору. Камион са Индијанцима је ударио у кола или тако нешто. Било је Индијанаца разбацаних по путу, крварећи до смрти. Ја сам био само дете, тако да сам остао у колима, док су отац и деда отишли да провере то. Нисам видео ништа... Све што сам приметио је била чудна црвена боја и људи који леже унаоколо, али сам знао да се нешто десило, зато што сам могао да ископам вибрације људи око мене и одједном сам осетио да ни они не знају шта се догодило више него што сам ја знао. То је био први пут да сам осетио страх... и осетио сам у том тренутку да су се душе тих Индијанаца, можда једног или двојице, кретале унаоколо и да су слетеле у моју душу, а ја сам био попут сунђера, спреман да седим тамо и упијам.
То уверење га неће напустити до смрти; чак и у песми „Peace Frog“, са албума „Morrison Hotel“, описује то искуство.
Оба Морисонова родитеља су тврдила да се тај догађај никада није десио. У многим својим коментарима о том догађају, Морисон је тврдио да је био толико потресен због несреће да су му чак родитељи рекли да је имао ружан сан, да би га смирили. Без обзира да ли је догађај био стваран, замишљен или исфабрикован, Морисон се држао тога и понављао је чињенице о тој слици у својим песмама, поемама и интервјуима.
Морисон је матурирао у гимназији „Џорџ Вашингтон“ у Александрији, Вирџинија, јуна 1961. Пратећи његовог оца, цела породица се преселила у јужну Калифорнију августа исте године. Џим је још једном послат да живи са бабом и дедом у Клирвотеру, где је похађао колеџ „Сент Петербург“.
Међутим, живот са строгим трезвењачким старцима био је тежак за Морисона, који је волео алкохол. Касније се пребацио на Државни универзитет Флориде у Талахасију. Јануара 1964, упркос родитељским приговорима, Морисон се коначно упутио у Лос Анђелес, где је наставио своје незавршено студирање на Универзитету Калифорније, уписавши се на студије филма.

### Уметнички корени
Пошто му је отац био морнарички официр, Морисонови су се често селили. То је за последицу имало да је Џимово рано школовање било стално прекидано док се премештао из школе у школу. Ипак, показао се као интелигентан и способан ђак посвећен часовима књижевности, поезије, религије, филозофије и психологије. Међутим, Морисонова склоност за академским пословима је под великом сенком његове репутације одметника и хедонисте, али ова интересовања су се јасно одразила у његовом развоју као песника и од велике су важности за разумевање његове визије музичких наступа укопчаних са елементима позоришта.
Биографи су константно указивали на писце и филозофе који су утицали на Морисоново размишљање и понашање. Још док је био тинејџер, Морисон је открио рад филозофа Фридриха Ничеа. Такође је био привучен симболистичким песницима из 19. века највише енглеским песником Вилијамом Блејком и француском песницима Шарлом Бодлером и Артуром Рембоом. Битнички писци, као на пример Џек Керуак и његов роман „На друму“ (енгл. On the Road), имали су, такође, јак утицај на Морисонове погледе и начине изражавања. Такође је био привучен француским битничким писцем Лујом Фердинандом Дестушом, познатијим под именом Селин. Селинова књига Путовање до краја ноћи и Блејково Предосећање невиности (енгл. Auguries of Innocence) одјекују кроз Морисонову рану песму „End of the Night“. Морисон је чак упознао и спријатељио се са Мајклом Маклуром, врло познатим битничким песником кога је ценио. Маклур је уживао у Морисоновим стиховима, али је још више био задивљен његовом поезијом и охрабривао га је да развија своје умеће.
Морисонова визија уметности и психологије представе је било обојено радовима драмског писца Антонина Артоа, творцем Позоришта и његове замене и Живим позориштем Џулијена Бека.
Остали радови су повезани са религијом, мистицизмом, античким митом и симболиком су били од сталног интереса, посебно Херој са хиљаду лица Џозефа Кембела. „Златна грана“ Џејмса Фрејзера такође је постала извор инспирације и осликана је у уводним редовима песме „Not to Touch the Earth“.
Морисон је посебно био привучен митовима и религијом Индијанаца. Још док је био у школи, његова породица се преселила у Нови Мексико, где је могао да види нека места и артефакте важне за Индијанску културу. Ова занимања су била извор многих веза са створењима и местима, као што су гуштери, змије, пустиње и древна језера који се појављују у његовим песмама и поезији. Радње индијанских шамана у биле уграђене у неке Морисонове покрете на сцени.

### Са Дорсима
Након дипломирања филма на УЦЛА, 1965, Морисон је водио боемски живот на оближњој плажи Венеција. Због режима са мало хране и много ЛСД-ија, 1966, некада пуначак Морисон, обликовао се у бога рока, учињеним бесмртним у чувеној серији црно-белих слика које је снимила Џоел Бродски. Позната под именом „Сесија младог лава“, укључивала је култну позу разапетог Христа, која је била на омоту плоче Best of the Doors.
Морисон је запањио колегу са УЦЛА Реја Манзарека читањем својих стихова за „Moonlight Drive“ и њих двојица су основали Дорсе. Ускоро им се придружио бубњар Џон Денсмор, а гитариста Роби Кригер је примљен на Денсморову препоруку и одмах је додат у поставу.
Име Дорс („Врата“) долази од имена књиге Олдуса Хакслија, Врата опажања, које је позајмљено из цитата Вилијама Блејка: Када се врата опажања очисте, било која ствар ће се појавити човеку онако како јесте, бескрајна. Врата се могу сматрати као прелаз између два света; не знаш шта се дешава у другом свету ако не пређеш прелаз. Како је Морисон то исказао: Постоје познате и непознате ствари, а између њих су врата.
Звук Дорса је била значајна новина, којом је доминирао Морисонов дубок, звучан баритон против Манзарекових клавијатура, Кригеровог гитарског стила под утицајем фламенка и класике, и Денсморовог течног ударања у бубањ. Дорси су били јединствени, јер нису имали бас-гитару у постави. Манзарек је обезбеђивао бас на тек изданим Фендеровом бас-клавијатурама. Иако су Дорси снимали са бас-гитаристом, на концертима су се појављивала њих четворица.
Што се тиче стихова, Дорси су развили нову подлогу за музику, са Морисоновим комплексним, пуним илузијама стиховима који су истраживали теме попут секса, мистицизма, дрога, убиства, лудила и смрти. Иако је Морисон познат као онај који је писао текстове за групу, то није сасвим тачно, јер је он увек био на мукама да се изрази. Значајан допринос, што се тиче стихова, дао је Кригер, који сам или заједно са Морисоном написао неке од највећих песама групе, укључујући „Light My Fire“ и „Touch Me“.
Морисоново и Манзареково студирање филма се брзо искористило. Деценије пре него што ће видео-спотови постати уобичајеност, Морисон и „Дорси“ су снимили промотивни филм за „Break On Through“, који је био њихов први издани сингл. Спот је био прост, али професионално урађен. Садржао је сва четири члана групе док изводе песму на затамњеној сцени са наизменичним кадровима и крупним плановима извођача док је Морисон изговарао текст. Морисон и Дорси су наставили да праве иновативне спотове, укључујући оне за „Unknown Soldier“ и „People Are Strange“.
"Дорси“ су први пут примећени на националној сцени у пролеће 1967, након потписивања за „Електра Рекордс“. Сингл, који је написао Кригер, био је хит јуна 1967. Три месеца касније, Дорси су се појавили у Шоу Еда Саливана, популарној емисији недељом увече која је представила младог Елвиса Преслија, а касније и Битлсе Америци.
Издавањем другог албума „Strange Days“, „Дорси“ су постали један од најпопуларнијих рок бендова у САД. Њихова мешавина блуза, џеза и рока са примесама психоделије никада раније није била позната. Репертоар Дорса је укључивао оригиналне песме и карактеристичне обраде, као што су незаборавна обрада Alabama Song Бертолда Брехта и оперете Курта Вила „Rise And Fall City of Mahagonny“. Четворка је такође успоставила ново тло за рок музику њиховим даљим радовима, укључујући чувене песме „The End“ и „When the Music's Over“ и проширену свиту коју су свирали на концерту „Celebration of Lizard“.
Крајем шездесетих, притисак живота поп звезде је почео да узима данак над Морисоном и некада витак певач је почео да се гоји због свог интензивнијег пијанчења. Иако га омот албума из 1970. „Absolutely Live“ приказује као дотераног, свеже обријаног у кожним панталонама, та фотографија је заправо била сликана 2 године раније. За време турнеје на којој је албум снимљен, Морисон је био килограма тежи. То је било за време док је покушао да побегне од имиџа краља гуштера, пустио је браду и почео је да носи обичне широке панталоне и мајице.
Морисон је живео славно по често понављаном цитату Вилијама Блејка: „Пут разузданости води ка палати мудрости“. Чак и пре стварања Дорса, узимао је велике количине ЛСД-ја, али се убрзо по стварању групе пребацио на алкохол, који је почео да пије у великим количинама и говорено је да је учествовао је у разним баханалијама. Некада је долазио на снимања пијан (може се чути његово штуцање у песми „Five to One“). На крају му је то узело данак.
Током концерта у Мајамију 1969, пијани Морисон је оптужен и накнадно осуђен због непристојног понашања и наводне јавне голотиње. Тај догађај је резултовао са много негативног публицитета и отказивања многих заказаних концерата.
Због Морисонове казне, Дорси су почели да мењају правац успешним издавањем албума „Morrison Hotel“. Албум је садржао много гитарског, оријентисаним блузом звука и примећивало се да се група враћа њиховим блуз коренима. У то време су имали само хрпу Морисонових текстова који су написани у раним данима групе и који су обезбеђивали већину материјала за прве три плоче.
Након подуже паузе, група се поново окупила да би снимила крајем 1970. да би снимила оно што ће се испоставити као последња плоча са Џимом Морисоном, „L.A. Woman“. Она је учврстила повратак групе својим музичким коренима и укључивала је песме које ће убрзо постати једне о њихових најпопуларнијих, укључујући насловну песму, „Texas Radio and the Big Beat“ и еп „Riders on the Storm“.
Албум „L.A. Woman“ је такође сведочио о другој већој промени у каријери групе. Убрзо након што је почело снимање, продуцент Пол Ротчилд, који је надгледао све њихове ранија снимања, напустио је пројекат, а дугогодишњи инжењер Брус Ботник је дошао као замена и урадио је албум за који су многи обожаваоци мислили да је њихов најбољи од дебија 1967. Албум је такође показао растућу зрелост Морисоновог певања; неки од његових вокала су снимљени у собама за одмор студија Дорса, захваљујући њиховој одличној акустичности, што се посебно тиче квалитета одјека.
Међу Морисоновим познатијим надимцима су Mr. Mojo Risin, анаграм његовог имена и "Lizard King", из стиха његове чувене поеме „Celebration of the Lizard“, дела који се појавио на албуму Дорса из 1968, „Waiting for the Sun“, а који је снимљен у завршеном облику на албуму „Absolutely Live“.

### Поезија и филмови
Као прво и најбитније, Морисон је видео себе као песника. Он је почео да пише још док је био у школи, носећи свеске са собом где год да је ишао, бележећи своје мисли и запажања. Наставио је са том навиком до краја живота. Посебно је био заљубљен у песнике као што су Рембо и Бодлер, који су постали познати песници још док су били млади. На колеџу. Он се интересовао за позориште, филм и кинематографију. Ови медији су омогућили опипљиву презентацију или окружење за његове речи и омогућили су да иконе и симболи који су испуњавали његов рад буду видљиви. Морисон, увек нестрпљив да савлада сваки предмет који преузме, говорио је позитивно о историји филма. Зато што је тај медиј био толико нов, сваки студент је могао да зна скоро исто колико је и његов професор знао. Овај квалитет се чинио Морисону као велика ствар и он је то видео као отворен позив за креативност.
Иако је Морисон био добро познат певач и песник, наилазио је на проблеме када је тражио издавача за своју поезију, посебно за тип поезије које је желео да изда него песме коју су већ имале своју публику. Морисон је желео да његова поезија буде схваћена озбиљно, не запакована у просте поп песме, као што су већи издавачи желели. Након много разматрања и помоћи песника Мајкла Маклура, Морисон је успео да изда две књиге "The Lords / Notes on Vision" и "The New Creatures". Обе књиге су биле посвећене Памели Сузан (Курсон). Ово су биле једине две књиге које су издате за Морисоновог живота.
Много касније су издана два постхумна издања поезије, а њих је одабрао и приредио Морисонов добар пријатељ, фотограф Гренк Лискијандро. Прва књига, "The Lost Writings of Jim Morrison", насловљена је "Wilderness", и за време свог издавања, 1988, постала је бестселер. Друга књига, насловљена "The American Night", издата 1990, такође је била успех.
Само једном приликом, Морисон је снимио своје рецитовање поезије у студију. Легенда каже да је снимак забележен децембра 1970, на његов 27. рођендан. Неколико година касније, трака је пронађена и 1978. године окупили су се преостали „Дорси“ и снимили музичку подлогу за њу. Рад је издат под именом "American Prayer", и стигао је до 54. места на музичким топ-листама.
Морисон је имао мало прилика да испроба своју страст за филм пре своје смрти. Његов најпознатији, али ретко виђен покушај је HWY, пројекат који је започео 1969. Морисон је финансирао пројекат и основао је своју продуцентску компанију да би обезбедио потпуну независност свог рада. Филм је више био уметнички филм неко комерцијални покушај, а Морисон је глумио стопера који је постао убица и крадљивац кола. Исти или врло сличан лик је наговештен у песми "Riders On The Storm". Филм показује утицај осталих продуцената независних уметничких филмова као што су Ворхол, Антониони, Годард и Енгер.

### Приватан живот

#### Морисонова породица
Џимово детињство и младост били су номадски што је било типично за војничке породице. Иако је отац био велики ауторитет, због званичних дужности често је био одсутан од куће. Зато је Џимова мајка Клара постала доминантна личност у кући.
Џери Хопкинс је забележио изјаву Џимовог брата Ендија како објашњава да су њихови родитељи били одлучни да никад не користе телесно кажњавање своје деце и држали су се те одлуке. Уместо тога, уводили су дисциплину и кажњавали на традиционални војнички начин, повишеним гласом и грдњом док дете не почне да плаче и прихвати своју кривицу. Енди је рекао да се никада није могао уздржати од плакања, док је Џим научио да трпи и никада није пустио сузу.
Биографи су записали да је током своје младости Морисон био учтив син који се истицао у школи и уживао у пливању и другим активностима на отвореном. Његови родитељи су се надали да ће Џим пратити очеве војничке трагове, и, неко време, Морисон је био срећан да се угледа на свог оца, намеравајући да студира у Анаполису. Ова савршена слика неће дуго потрајати.
У доба адолесценције, Морисон је открио чуда алкохола и уклопио се у образац дугогодишњег зависника од алкохола и дроге. Некада послушан дечак постао је отворени бунтовник и одбијао је сваки ауторитет. Иако су његови професори препознали његову интелигенцију (наводно је имао коефицијент интелигенције од 149), често је био немиран на часу и постао је проблем што се тиче дисциплине. И поред свега тога, био је толико популаран да му је понуђено чланство у најексклузивнијем братству. Он је одбио понуду.
Такође је открио чари секса и снажно је настављао са тим занимањем, стављајући своја искуства и фантазије у своје стихове и песме.
Када је Морисон дипломирао на УЦЛА, прекинуо је са већином породичних контаката. У време када се Морисонова музика пењала на топ-листама у 1967, он није био у контакту са својом породицом више од годину дана и лажно је тврдио да су његови родитељи и рођаци мртви. Ова дезинформација је била објављена као део материјала дистрибуираним са првим албумом „Дорса“.
Како се присећао у No One Here Gets Out Alive, концерта на који је дошла његова мајка, Морисон је одбио да прича са њом или да је види и претио је да ће одбити да пева ако она буде у публици. На крају је убеђен да изађе на сцену, где се, током едиповског дела песме The End, окренуо ка њој са подсмехом и изговорио је познате стихове.
Ови догађаји су изазвали у многима да помисле да је било велике мржње у породици и да су ти застрашујући стихови који су обојени сликама убиства, силовања и инцеста били представници Морисонових схватања и наговештали патолошку позадину у породици.
Док је та поезија покушавана да буде читана као аутобиографија, то није било често продуктиван напор, посебно када писац пише о тамној страни људске природе. Иако ми не можемо знати шта се одвијало у срцу Краља гуштера или у Морисоновом дому, Морисонови, који су се обично уздржавали од приче са новинама, често говорили да сматрају да се саопштење које се односи на њихову смрт покушај да се сакрију од радозналих очију медија. Они су схватили да су узнемирујући стихови инспирисани догађајима испричаним у књизи Трумана Капота In Cold Blood.
Ако је Морисон заиста покушавао да заштити приватност своје породице, то је вероватно била велика олакшица за све оне заинтересоване да се држе подаље од јавности. У исто време док су Морисонове песме засићивале радио-таласе, његов отац је постао најмлађи адмирал у Америчкој морнарици, стациониран на Пацифику, за време врло спорног Вијетнамског рата. Било би сумњиво да би адмирал уживао да буде повезан са превратничким генијем из Дорса или да ли би млади одметник желео да буде повезан са војним естаблишментом који је мрзео.
Можда нешто може да се увиди из писма које је послао адмирал као подршку свом сину у његовом случају због оптужбе за лоше понашања пред судом Флориде. У том писму, адмирал прича о узајамној привржености које су његово троје деце имали једно према другом. Такође је исказао понос невероватним музичким достигнућима свог сина и велику забринутост и жаљење због његових проблемима на Флориди. Он је чврсто бранио карактер свог сина и додао је: ”Ја ћу увек пратити његов напредак са највећим интересом и бригом и бићу спреман да му помогнем на било који начин, ако затражи”.
Џимов отац је признао прекид у породичним односима, али да неће преузима одговорност на себе казавши да не може да криви свог сина што га није против своје воље контактирао, пошто је он (Морисонов отац) био тај који га је изгрдио зато што је тражио од породичног пријатеља да финансира његову рану музичку каријеру. Он је чак ишао даље, исмевајући синовљева интересовања и потцењујући његов таленат. Морисонов успех је јасно доказао адмиралу да није био у праву у својој процени синовљевих способности, али је штета учињена.

#### Морисонове жене
Морисону, великом заводнику, никада није недостајала пажња жена, укључујући ту и његову дугогодишњу пратиљу, Памелу Курсон. Памела је упознала Џима пре него што је постао славан и богат и охрабривала га је да развија своју поезију, која је била његова истинска креативна страст. Временом, Памела је почела да користи Морисоново презиме са његовим очигледним пристанком, а Џим се односи према Памелиним родитељима као да су му таст и ташта.
Тачно је да Памела није била срећна захтевима којима су „Дорси“ трошили Морисоново време и таленат, тврдећи да га они одвлаче од песничког позива. Ипак, она је сигурно профитирала од Морисонове зараде, док је он изгледао срећан да троши на њу. Финансирао је отварање бутика који је она водила. Када су трошкови бутика нарасли, рачуновођа „Дорса“ је убеђивао Морисона да смањи своју новчану помоћ Памели. Морисон је одговорио да би радије потрошио новац на Памелу него на рачуновође.
Ипак, њихов однос је био буран са честим гласним свађама која су пратила помирења уз сузе. Дени Сагерман, бивши сарадник „Дорса“, навео је да је део њихових проблема можда произишао из сукоба између онога ша су они схватали као идеал отворене везе и емоционално болних последица живота у таквој вези. Пошто ниједно није могло признати да не могу поднети другачије сексуалне активности, њихове расправе су избијале из онога што је изгледало да је тривијалност.
Иако је Џим изнајмио апартман за Памелу и живео нормално са њом, често је остајао у хотелу или спавао у канцеларији „Дорса“. Када је купио бунгалов у кањону Топанга, преписао га је на Памелу.
Током свог живота, Морисон је представљао Памелу као своју космичку супругу и у свом тестаменту је оставио све њој. После његове смрти, калифорнијски суд је признао Памелу Карсон за његову ванбрачну жену.
Иако је Џим Морисон упознао Памелу на почетску своје каријере, она није била његова прва љубав. У средњој школи, Морисон је имао девојку по имену Тенди Мартин. Док је похађао колеџ на Флориди, Морисон је упознао Мери Вербилоу. Када се он пребацио на УЦЛА, Мери га је пратила у Калифорнију. Мери су веома волели остали чланови групе и Морисонови пријатељи и породица, али веза није дуго трајала. Након малог неспоразума, Џим је утеху пронашао у другој девојци. Када га је Мери открила голог у женском апартману, толико је била повређена да је раскинула са њим. Иако су причали са времена на време, нису више постали пар. Реј Манзарек је рекао да је Морисон написао у успомену својој изгубљеној љубави. У писму које је написао Лос Анђелес Тајмсу, Џон Денсмор је изјавио да је песма The Crystal Ship такође написана за и о Мери.
1970, Морисон је учествовао на церемонији виканског венчања са списатељицом Патришом Кенили, иако такве церемоније закон није признао. Према Патришиној аутобиографији, у време када се десила церемонија, и она и Морисон су схватили њену необавезујућу правну природу. Ипак, Морисон није схватао церемонију озбиљно чак ни на емотивном нивоу и веза није потрајала више од десетак сусрета у року од две године. Кенили је разматрала своје искуство са Морисоном у својој аутобиографији и у интервјуима објављеним у књизи "Rock Wives".
Морисон је редовно уживао у својим обожаватељкама. Имао је бројне кратке излете са познатим личностима, укључујући Нико из Велвет андерграунда, Грејс Слик из Џеферсон ерплејн, а и Џенис Џоплин. Џуди Хадлестон се такође присећала своје везе са Морисоном у „Живети и умирање са Џимом Морисоном“. У време његове смрти, било је извештавано око 20 поступака за признавање очинства.

### Смрт
Морисон се марта 1971. преселио у Париз, са намером да направи паузу од концерата и да се концентрише на писање. Надајући се да ће вратити свој живот на прави пут, Морисон је ослабио и обријао браду.
Умро је убрзо након тога, 3. јула 1971, у својој кади у 27. години; многи обожаватељи и биографи су тврдили да је то било због предозирања дрогом, али званични извештај каже да је узрок отказивање срца. Аутопсија није извршена зато што је медицински вештак, поступајући по француском закону, није пронашао трагове борбе или злочина. Непостојање званичне аутопсије оставило је многа питања недоговорена и обезбедило је погодно тле за спекулације и гласине.
У својој аутобиографији, Дени Сагерман приповеда да се накратко срео са Памелом када се вратила у Америку половином седамдесетих. Према овој причи, Памела му је рекла да је Морисон умро од предозирања хероином, када је ушмркао обилну количину те супстанце верујући да је то кокаин. Сагерман је додао да је Памела дала различите контрадикторне верзије Морисонове смрти, али изгледа да је већина фанова прихватила теорију о хероину. И сама Памела је умрла од предозирања хероином убрзо пошто је призната за Морисонову ванбрачну жену. Као и Морисон, и она је имала 27 година када је преминула.
Морисон је сахрањен у Углу песника, на познатом гробљу Пер Лашез у источном Паризу. Поводом 10. годишњице Морисонове смрти, 1981. хрватски вајар израдио је и поставио на гроб камену бисту Џима Морисона, коју су посетиоци годинама уништавали, све док 1988. није украдена с гробља. У прошлости су његови обожаваоци остављали ђубре, графите и канабис иза места где је гроб окружен оградом. Жалбе због скрнављења околних гробова од стране бројних породица покојника су довеле до бројних очекивања да ће Морисонови остаци бити премештени када истегне тридесетогодишњи закуп. Ипак, париске власти су демантовале такву намеру. Доиста, Морисонов гроб је постао једна од најпопуларнијих туристичких одредница у Паризу, заједно са Ајфеловим торњем, Нотр Дамом и Лувром. 1993, његова породица је посетила гроб и склопила уговор са компанијом за чишћење да се уклоне графити са оближњих гробова.
Многи обожаваоци су покушали да преведу натпис на грчком језику Κατά τον δαίμονα εαυτού (на латиници: KATA TON DAIMONA EAVTOU) који је урезан у надгробни споменик. Различите интерпретације су предложене, укључујући ”доле (вероватно у Паклу) са својим демонима”, ”сагорео због својих демона”, ”са самим ђаволом” и слично. Међутим, на старогрчком језику реч daimon значи пре дух него демон, и нема негативне или пежоративне особине. Фраза је правилнија преведена као ”веран свом духу” и то је значење које је желела Морисонова породица када је одабран натпис. Морисонов отац је био тај који је или одабрао фразу или је сам смислио.
Неки теоретичари завере сматрају да Морисон није преминуо у Паризу. Чињеница је да је само двоје људи (осим полиције, медицинског особља и погребника), признало штампи да је видело његово тело, што је помогло да се гласина да је жив одржи преко 30 година.
Током Морисонове бурне каријере, било је бројних гласина да је погинуо у саобраћајне несреће или је умро од предозирања дрогом. Такође је у данима пре објаве његове смрти, штампи било речено да је Морисон просто ”врло уморан” и да се одмара у неименованој француској болници. Можда зато није зачуђујуће да обожаваоци сумњају у реалност његове смрти.
Џери Хопкинс се сећа у "The Lizard King" да, пре него што су „Дорси“ стекли велики успех, Морисон се шалио да ће лажирати своју смрт да би генерисао публицитет. Према неким Морисоновим пријатељима и колегама из бенда, једном када „Дорси“ стекну свој изванредан успех, јавност их неће више видети тако пожељним. Морисон је тада причао о жељи да лажира своју смрт и оде у Африку да би избегао поглед који је пратио сваки његов покрет. Рекао им је да ће им писати, ако успе са својим планом, користећи свој псеудоним Господин Моџо Рајсин.
Такав чин нестајања би имао паралелу са са животом Артура Рембоа. Према Робију Кригеру и осталим члановима Дорса, они нису примили никаква писма. Ипак, неки његови обожаваоци и даље верују да је то превара.
Спекулације око разлога и стварности Морисонове смрти игра велику улогу у Морисоновом мистицизму. Гласине још круже да је Морисон извршио самоубиство, да га је убила ЦИА или вештица, да је умро у тоалету у познатом париском ноћном клубу "Rock and Roll Circus" и слично. Ако се дода то упорним тврдњама да је још увек жив и да живи у Индији, Африци, Јужној Америци, као каубој у Орегону или у Њу Џерзију, испада да и Морисонова легенда има свој живот. Можда је подесно да се Морисон као човек, увек фасциниран древном митологијом, спојио са сликом Морисона као Диониса, увек умирућег и поновног рођеног бога екстазе старих Грка.

## Утицај
Морисон је остао један од најпопуларнијих и најутицајнијих певача у историји рока, док су песме „Дорса“ постале обавезне у компилацијама станица које су пуштале класичну рок музику. До данашњих дана, он је широко поштован као прототип рок звезде: груб, привлачан и мистериозан. Кожне панталоне којима је био привржен на сцени и ван ње су постале стереотип ношње рок звезде.
Џим Морисон је утицао на многе, укључујући: Пети Смит, Јана Кертиса, Дејвида Гејхана, Хенрија Ролинса, Јана Остберија, Перија Фарела, Скота Вејланда, Трента Резнора, Скота Стапа, Едија Ведера и чак Мерилина Менсона.
Панк прототип "Iggy And Stooges" су говорили да су се окупили након што је певач Иги Поп био инспирисан Морисоном на концерту у Ен Арбору, Мичиген. Једна од Игијевих најбоље прихваћених песама The Passenger је заснована на једној од Морисонових поема.
Маклур је написао поему За Џима Морисона, у част њиховог пријатељства. Он је рецитовао овај рад уз пратњу клавијатура Реја Манзарека.
Валас Фоули, професор француске књижевности на Универзитету Дјук и међународно признат стручњак за песника Артура Рембоа, написао је књигу „Рембо и Џим Морисон“ са поднасловом „Побуњеник као песник“. У овој књизи, Фоули се присећа како се изненадио када је примио писмо од Џима Морисона, који се захвалио Фоулију на најновијем преводу Рембоових песама на енглески. „Не читам француски лако“, написао је, „ваша књига путује са мном“. Ово је било Морисоново представљање Фоулију. Када је први пут чуо музику „Дорса“, Фоули је одмах препознао Рембоов утицај на Морисонове стихове. Фоули је држао предавања на бројним универзитетима поредећи животе, филозофије и поезију Морисона и Рембоа. Друге колеге су виделе очигледну вредност додавања Морисона њиховим репортажама о симболизму и часовима модерне поезије, мамећи много студената у озбиљне студије поезије.
Раних осамдесетих, режисер нискобуџетних филмова Кери Бучанан је снимио филм "Више од 'Дорса'", који истиче теорију да је Морисона заједно са Џимијем Хендриксом и Џенис Џоплин, убила влада у покушају да се обрачуна са радикалима.
Оливер Стоун је 1991. режирао филм Дорс о животу Џима Морисона са Валом Килмером у главној улози. Филм је критички добро прошао, али је био комерцијални неуспех. Преживели Дорси нису били задовољни историјским слободама које је Стоун убацио у њихову причу. Обожаваоци су веровали да није успео да прикаже Морисонову поетску страну и да се само држао његове хедонистичке стране. Килмер је био Стоунов други избор за улогу, а први је био Јан Остбери (што је он одбио), иако је такође било извештено да је Кајл Маклахан (који је глумио Манзарека) желео улогу Морисона за себе. Остбери се 2000. придружио као певач новој инкарнацији „Дорса“ (Дорс 21. век).
Иако није потврђено, Боб Барден, творац стрипа Flaming Carrot Comics је оставио пар трагова да је главни лик заснован на Џиму Морисону.

## Наследство Џима Морисона и Дорса
Џим Морисон је често тврдио да иде стопама француског песника Артура Рембоа („Ја сам Рембо са кожном јакном“, како је једном рекао). Неки извори кажу, иако је то непроверено, да је током боравка у Француској пред крај свог живота, Џим посетио Шарлвил, родно место Рембоа на северу Француске. У сваком случају, веза између „човека са душом од ветра“ (Рембоов надимак) и „краља гуштера“ (Морисонов надимак) је врло подесна; обојица су били синоним за разметање и побуну младих против конзервативног друштва које је желело да пригуши личност кроз друштвену контролу; обојица су били бриљантне особе у расцепу између својих амбиција да протресу стање кроз своју уметност и своје тежње да изгубе контакт са стварношћу пре него што их стигну и оборе сопствени демони; али највише од свега, они су били визионари са дубоким и мистичним осећањем да постоји нешто више, нешто што нам је њихова поезија и музика дозволила додирнемо, макар само на кратко. Џим је једном рекао: „Ако моја поезија тежи да достигне било шта, то је да ослободи људе од ограниченог тока живота у који гледају и осећају“. А то је тачно оно што су он и „Дорси“ успели: са својом музиком они остају са нама дуго након што се „музика заврши“ и одводе нас на непознате територије. Остављају нас да се „пробијемо на другу страну“, макар и кратко. Они су заиста отворили „врата опажања“, врата која не могу бити никад више затворена. А то је вероватно истинско наслеђе Џима Морисона и „Дорса“.